# For the First Time
| Совокупная оценка    | Совокупная оценка |
| Источник             | Оценка            |
| -------------------- | ----------------- |
| Metacritic           | 83/100            |
| Оценки критиков      |                   |
| Источник             | Оценка            |
| AllMusic             | [ 4 ]             |
| Clash                | 9/10              |
| Exclaim!             | 8/10              |
| The Guardian         | [ 6 ]             |
| The Independent      | [ 7 ]             |
| The Line of Best Fit | 9/10              |
| musicOMH             | [ 9 ]             |
| NME                  | [ 1 ]             |
| Pitchfork            | 7.4/10            |
| The Times            | [ 11 ]            |

For the First Time — дебютный студийный альбом британской рок-группы Black Country, New Road, вышедший 5 февраля 2021 года на лейбле Ninja Tune. Продюсером был Andy Savours.

## Отзывы
Альбом получил положительные отзывы музыкальных критиков и интернет-изданий.
В интернет-агрегаторе Metacritic, устанавливающем в среднем оценку до ста, основанную на профессиональных рецензиях, альбом получил 83 балла на основе 14 полученных рецензий, что означает «получил всеобщее признание критиков».
Китти Импайр из The Guardian оценила For the First Time как один из лучших альбомов года, написав, что он изображает «радостное пренебрежение к жанру». Хейли Скотт из Clash назвала альбом «важной вехой в современной гитарной музыке», сделавшей Black Country, New Road «столь необходимой аномалией». Делая обзор для «The Line of Best Fit», Лорен Даун написала, что альбом «яростный и бесконечно умный, тщательно продуманный и дико импровизированный, ощетинившийся напряжением и настроенный с пылкой интенсивностью и понимающей улыбкой». Чарли МакКуэйд из Exclaim! «почувствовал, что запись является» честным изображением того, на каком положении находится группа в настоящее время и продолжает развиваться. Райан Лис из Stereogum назвал его лучшим альбомом за неделю выпуска, высоко оценив продюсирование и тексты группы.
Б. Сассонс из PopMatters похвалил экспериментальную постановку, поэтический лиризм и разностороннюю вокальную подачу, заявив, что «For the First Time сохраняет уравновешенную интенсивность, изысканную в своей подаче, но честную в его тоске и страхе». Макс Фридман (Paste) согласился с этим и добавил, что альбом демонстрирует «явное предпочтение атмосферных эффектов пост-панку». Кайл Конер с сайта Beats Per Minute сравнил экспериментальное рок-звучание 90-х годов этого альбома со звуком американской рок-группы Slint. Конер далее написал, что группа «создала запись — и звук — не имеющий себе равных среди большинства исполнителей, появившихся в результате последнего возрождения пост-панка». Люк Картледж из NME назвал альбом «совершенно завораживающим», сказав, что «For the First Time- это триумф, как документ о том, кем была эта группа до сих пор, и как захватывающий намек на то, куда они могут направиться дальше». Пол Симпсон пишет в рецензии для AllMusic, что «иногда вокал (и постоянное упоминание имен) становится властным, но музыкальность сильна и авантюрна, что позволяет использовать знакомые инструменты в неожиданных направлениях, и Black Country, New Road неопровержимо явно оригинальны». Мэтт Котселл из musicOMH дал положительный отзыв в своем обзоре, написав: «Black Country, New Road — не боги, но этот изобретательный и симпатичный альбом должен принести им около миллиона сторонников».

## Список композиций
| №                   | Название            | Длительность |
| ------------------- | ------------------- | ------------ |
| 1.                  | «Instrumental»      | 5:27         |
| 2.                  | «Athens, France»    | 6:22         |
| 3.                  | «Science Fair»      | 6:20         |
| 4.                  | «Sunglasses»        | 9:50         |
| 5.                  | «Track X»           | 4:44         |
| 6.                  | «Opus»              | 8:01         |
| Общая длительность: | Общая длительность: | 40:44        |

## Позиции в чартах
| Чарт (2021)                       | Высшая позиция |
| --------------------------------- | -------------- |
| Австралия (ARIA)                  | 94             |
| Австрия (Ö3 Austria)              | 60             |
| Бельгия/Фландрия (Ultratop)       | 52             |
| Бельгия/Валлония (Ultratop)       | 91             |
| Германия (Offizielle Top 100)     | 44             |
| Шотландия (Scottish Albums Chart) | 5              |
| Великобритания (UK Albums Chart)  | 4              |